# Homoneura fulgida
Homoneura fulgida är en tvåvingeart som beskrevs av Shatalkin 1992. Homoneura fulgida ingår i släktet Homoneura och familjen lövflugor. Inga underarter finns listade i Catalogue of Life.